# Rosario Dawson
Rosario Isabel Dawson (født 9. maj 1979 i New York) er en amerikansk skuespillerinde. Hun har optrådt i film som Men in Black II, Sin City, Clerks II, Rent, Death Proof, Welcome To The Jungle, Eagle Eye, og Seven Pounds.
Dawson blev født i New York City. Hendes forældre var 15 år gamle, da hun blev født. Hendes mor, Isabel, var en blikkenslager af puertoricansk og afro-cubansk afstamning, og hendes far, Greg Dawson, var en bygningsarbejder af indfødt amerikansk (Apache – Seminole) og irsk afstamning. Dawson har en yngre bror ved navn Clay (født 1983). Da Isabel var 21, brød hun ind i en forladt bygning på Lower East Side af Manhattan, hvor hun og hendes mand installerede VVS og elledninger, for at gøre bygningen til en BZ-bolig, hvor Rosario og hendes bror efterfølgende voksede op.

## Udvalgt filmografi
- Kids (1995)
- He Got Game (1998)
- Light It Up (1999)
- Josie and the Pussycats (2001)
- 25th Hour (2002)
- Men in Black II (2002)
- The Adventures of Pluto Nash (2002)
- The Rundown (2003)
- Alexander (2004)
- Rent (2005) som Mimi.
- Sin City (2005)
- A Guide To Recognizing Your Saints (2006)
- Clerks II (2006)
- Death Proof (2007)
- Eagle Eye (2008)
- Syv liv (2008)
- Percy Jackson & lyntyven (2010)
- Unstoppable (2010)
- Sin City: A Dame to Kill For (2014)
- Marvel's Luke Cage (2016)
- Star Wars: The Mandalorian (2020)